# Kurzhaarcollie
Der Kurzhaarcollie (en. Smooth Collie oder Collie Smooth) ist eine von der FCI anerkannte britische Hunderasse (FCI-Gruppe 1, Sektion 1, Standard Nr. 296).

## Herkunft und Geschichtliches
Ähnliche Hunde existiert nachweislich schon seit dem 13. Jahrhundert und wurde vorwiegend als Hütehund der Schäfer in den schottischen Hochmooren genutzt. Es gibt viele Varianten über die Namensherkunft, nach einer stammt Collie von den Schafen.  Mit schwarzen Köpfen und Beinen, diese werden Colleys genannt; ihre Hütehunde waren die Colley Dogs, ein Name, der sich später in Collie abwandelte. Durch die Insellage wurde er jahrhundertelang isoliert von Schafzüchtern gehalten, die besonderen Wert auf bestimmte Zeichnungen legten, um den Hund im Hochmoor und den Highlands leichter auszumachen. So entwickelte sich seine Zeichnung zu einem rassetypischen Merkmal.
Königin Victoria lernte den Collie durch ihre Aufenthalte im schottischen Balmoral kennen und lieben und wurde fortan ein Förderer dieser Rasse, die sie gern und großzügig auch an Diplomaten und Königshäuser in ganz Europa verschenkte. Berühmt wurde ihre schwarze Colliehündin Gypsy, die 1868 im Park von Schloss Windsor beerdigt wurde. Diese Tradition führte auch Königin Elizabeth, weiter fort.
1840 erfolgte in England die Gründung des „Collie Club“ durch herrschaftliche Liebhaber, die ihrerseits 1858 die Anerkennung als Rasse durchsetzten. Der Collie trat 1861 erstmals auf der Birmingham Dog Show in Erscheinung. Von einem gewissen Herrn Siviter wurde ein Collie namens „Jeho“ ausgestellt. Er ging in der Klasse „Sheepdogs of all Varieties“ an den Start.
1871 tritt erstmals ein Collie namens „Old Cocki“ in Erscheinung, der als Stammvater aller modernen Collies gilt. Da er einen massiven, etwas plump wirkenden Körperbau, einen breiten Oberschädel, ein kurz gedrungenes Erscheinungsbild hatte, entsprach er natürlich nicht dem heutigen Rassestandard. In der vierten Generation wurde mit „Metchley Wonder“ jener Collie-Typ gezüchtet, der den heutigen Standard definierte. 1881 wurde der erste Rassestandard festgelegt.
Mit der Besiedelung Australiens und Amerikas kamen Collies im 19. Jahrhundert auch in die Neue Welt, wobei man es hier weniger genau mit dem Rassestandard nahm. Die isolierte Lage einiger Farmen förderte dabei auch Farbschläge, die der Britische Collie Club bereits als unerwünscht einstufte. So gründeten die Amerikaner ihren eigenen Collieclub, der u. a. den weißen und schwarzen Collie kannte. In Australien wurde er u. a. Stammvater des Australischen Cattle Dog sowie des Kelpie.

## Beschreibung
Der Kurzhaarcollie hat hartes, dichtes und kurzes Haar und ähnelt auf den ersten Blick mehr einem Lauf- oder Windhund. Er ist im Allgemeinen robuster und circa 5 bis 8 kg schwerer als sein langhaariger Bruder und wurde auch später als eigenständige Rasse wahrgenommen. Er ist in der Öffentlichkeit nur selten anzutreffen und ist durchaus als Arbeitshund zu sehen, der entsprechende Beschäftigung braucht.

## Farbschläge
Den Collie gibt es weltweit in drei Farbschlägen: zobel-weiß (sable-white), tricolor (überwiegend schwarz-weiß mit tan) und blue-merle.
Die sable-Variante variiert zwischen einem hellen Goldton und einem tiefdunklen Mahagoni, deshalb spricht man auch vom dark-sable. Eine Sonderform ist der Weiße Collie, der bisher nur im amerikanischen Standard anerkannt wird.
Der Blue-Merle ist ein graumelierter Collie. Er ist ein Tricolor-Collie mit einer Aufhellung, die durch das Merle-Gen bewirkt wird. Das Merle-Allel darf nur von einem Elterntier vererbt werden, da es sonst zu Schädigungen an Augen und im Innenohr kommt (Taubheit und Blindheit). Da das Merle-Gen in zobelfarbenen Collies im erwachsenen Zustand häufig nicht mehr erkennbar ist, besteht bei „Sable-Merle“-Collies immer die Gefahr, dass versehentlich zwei Elterntiere mit Merle-Gen verpaart werden. Deshalb ist die „Sable-Merle“-Farbe im Club für Britische Hütehunde (VDH) verboten.
Der weiße Collie hat den typisch gezeichneten Colliekopf mit sable, tricolor, blue-merle oder sable-merle Kopf und wird erst hinter der typischen Halskrause überwiegend weiß. Flecken sind dabei durchaus möglich. Idealerweise beträgt der Weißanteil 80 %, Abweichungen sind aber die Regel. Der Club für Amerikanische Collies hat den amerikanischen Zuchtstandard übernommen und züchtet in Deutschland Collies im Amerikanischen Typ in fünf anerkannten Farbvarianten, auch in Weiß und Sable-Merle.
Der Schwarzen Collie, der über fast keine Abzeichen verfügte, bei dem jedoch ein schmaler weißer Kragen, weiße Beine und eine weiße Rutenspitze erwünscht waren, ist heute in keinem Standard beschrieben und wird seit Jahrzehnten nicht mehr gezüchtet oder ausgestellt.

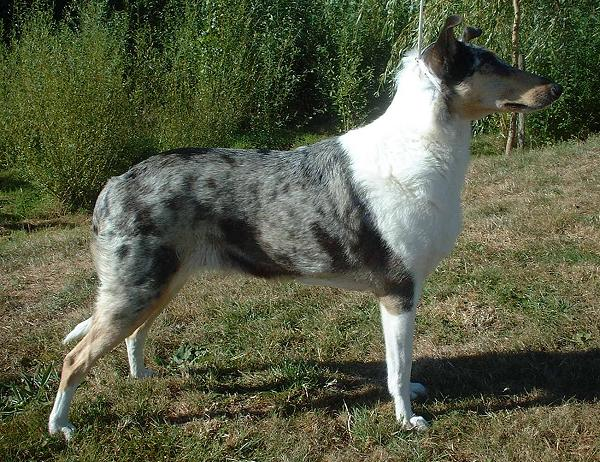
blue merle
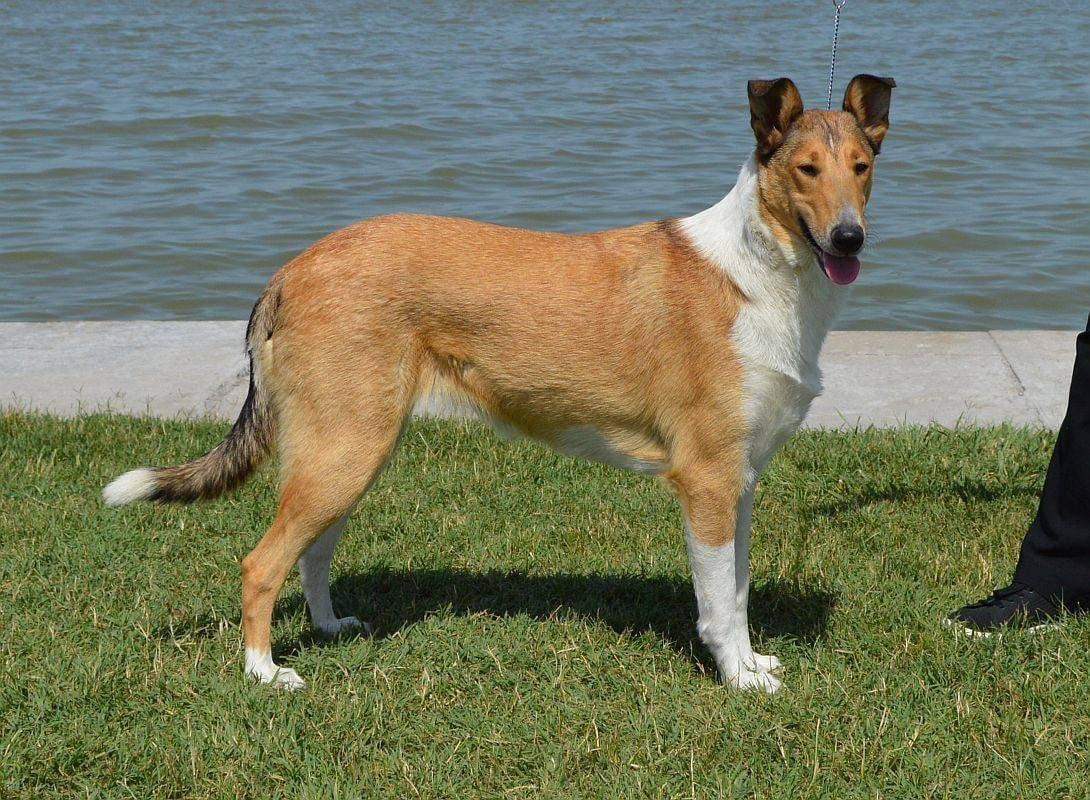
zobel-weiß
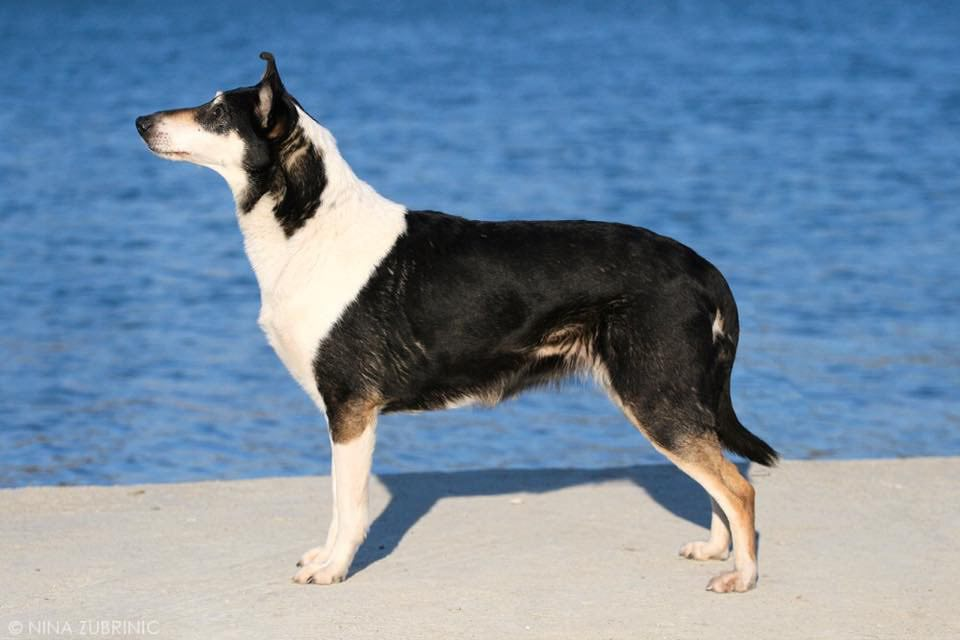
tricolour

## Rassespezifische Erkrankungen
Seit Anfang der 80er Jahre ist bekannt, dass Collies auf bestimmte Medikamente empfindlicher reagieren als andere Hunde und sogar an ihnen sterben können. In Anlehnung an eines der für den Collie möglicherweise tödlichen Medikamente wurde damals der Begriff „Ivermectin-empfindlicher Collie“ geprägt. Beschrieben wurden Reaktionen von Bewegungsstörungen, Erbrechen und Koma bis hin zum Tod einzelner Tiere. Dabei fiel aber auch auf, dass andere Tiere derselben Rasse keinerlei Beeinträchtigungen zeigten. Im äußeren Erscheinungsbild konnten keine Unterschiede zwischen gefährdeten und ungefährdeten Tieren festgestellt werden.
Molekulargenetische Forschungen der letzten zwanzig Jahre zeigten, dass der MDR1-Defekt Ursache dieser Empfindlichkeit ist, die sich nicht nur auf Ivermectin beschränkt. Auch für andere Hunde oder Menschen harmlose Wirkstoffe können die beschriebenen Nebenwirkungen hervorrufen. Von allen Hunderassen, bei denen dieser Defekt auftaucht, sind die Collies am stärksten betroffen: 76 % besitzen mindestens ein defektes Allel. Ein Gentest ist verfügbar.
Collies zeigen darüber hinaus ein gehäuftes Auftreten der Dermatomyositis, einer genetisch bedingten Haut-Muskel-Erkrankung bei Junghunden. Die Collie Eye Anomaly ist nach ihrem Vorkommen bei der Rasse benannt.